# Nordanfjällstjärnen
Nordanfjällstjärnen är en sjö i Strömsunds kommun i Jämtland och ingår i Ångermanälvens huvudavrinningsområde. Sjön har en area på 0,158 kvadratkilometer och ligger 607,1 meter över havet.

## Delavrinningsområde
Nordanfjällstjärnen ingår i det delavrinningsområde (718480-142033) som SMHI kallar för Mynnar i Stor-Blåsjön. Medelhöjden är 628 meter över havet och ytan är 9,32 kvadratkilometer. Det finns inga avrinningsområden uppströms utan avrinningsområdet är högsta punkten. Vattendraget som avvattnar avrinningsområdet har biflödesordning 3, vilket innebär att vattnet flödar genom totalt 3 vattendrag innan det når havet efter 346 kilometer. Avrinningsområdet består mestadels av skog (73 procent) och sankmarker (17 procent). Avrinningsområdet har 0,31 kvadratkilometer vattenytor vilket ger det en sjöprocent på 3,3 procent.